# Abubakar Atiku Bagudu
Abubakar Atiku Bagudu CON (geboren am 26. Dezember 1961) ist ein nigerianischer Politiker und der derzeitige nigerianische Minister für Haushalt und Wirtschaftsplanung. Von 2015 bis 2023 war er Gouverneur des Bundesstaates Kebbi. Von 2009 bis 2015 war er außerdem Senator für den Senatsbezirk Kebbi Central.

## Leben und Ausbildung
Atiku Bagudu stammt aus einer wohlhabenden Familie, sein Vater war Direktor der Grundschulabteilung im Bundesstaat Kebbi. Er erwarb einen BSc-Abschluss (Wirtschaft) an der Usmanu Danfodiyo University, Sokoto, einen Msc-Abschluss (Wirtschaft) an der University of Jos und einen M.A. (Internationale Angelegenheiten). Er ist mit Zainab Bagudu verheiratet.

## Politische Laufbahn

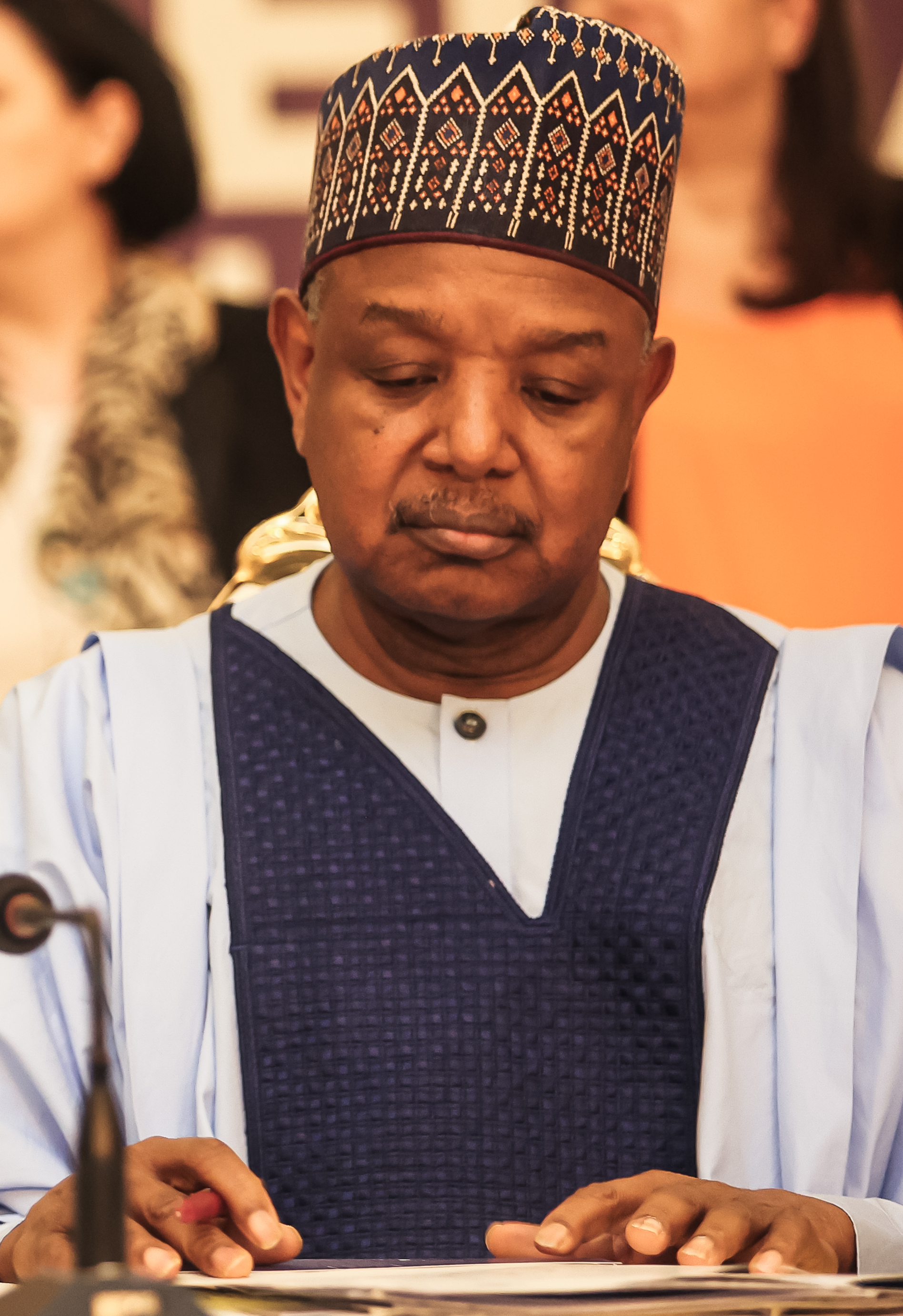
Abubakar Bagudu im Oktober 2023

2009 trat Bagudu die Nachfolge von Adamu Aliero an, als er die Nachwahlen für den Senatssitz in Kebbi Central gewann, nachdem Aliero im Dezember 2008 von Präsident Goodluck Jonathan zum Minister für die Hauptstadt Abuja ernannt worden war. Bei den Wahlen am 6. April 2011 gewann Bagudu für die PDP mit 173 595 Stimmen. Sein Vorgänger Adamu Aliero, der zum Congress for Progressive Change (CPC) gewechselt war, kam mit 137.299 Stimmen auf den zweiten Platz, Aliyu Bello Mohammed vom Action Congress of Nigeria (ACN) folgte mit 11.953 Stimmen.
Bei den Parlamentswahlen 2015 wechselte Atiku Bagudu von der regierenden PDP zum All Progressives Congress (APC) und trat bei den Gouverneurswahlen an, die er mit einem Erdrutschsieg gewann.
Bei den Gouverneurswahlen im Bundesstaat Kebbi am 9. März 2019 erhielt Bagudu 673.717 Stimmen, während sein Rivale, Sen. Isah Galaudu von der PDP, 106.633 Stimmen erhielt.
Bagudu bewarb sich um das Ticket des All Progressives Congress (APC) für die Senatorenwahlen in Kebbi Central im Jahr 2023 und gewann es auch. Er verlor die Wahl gegen den PDP-Amtsinhaber Adamu Aliero, der zuvor von der APC gewechselt war, nachdem er die Vorwahlen verloren hatte.
Am 16. August 2023 wurde er von Präsident Bola Tinubu zum Minister für Haushalt und Wirtschaftsplanung ernannt.

## Korruption
Bagudu war ein bekannter Mitarbeiter des ehemaligen nigerianischen Diktators Sani Abacha, der beschuldigt wurde, während seiner fünfjährigen Amtszeit als nigerianischer Präsident in den 1990er Jahren öffentliche Gelder in Höhe von mehr als 2,2 Milliarden Dollar gestohlen zu haben. Im Jahr 2003 wurde Bagudu verhaftet und auf Ersuchen von Jersey aus Houston, Texas, ausgeliefert, wo Bagudu eine Strohfirma namens Doraville Properties gegründet hatte, um aus Nigeria gestohlene Gelder zu waschen. Bagudu einigte sich schließlich auf einen Vergleich und erklärte sich bereit, 160 Millionen Dollar an gestohlenem Geld zurückzugeben und im Gegenzug nach Nigeria abgeschoben zu werden, wo er sich vor Gericht verantworten muss. Trotz der umfangreichen Beweise, die von den Justizbehörden in den USA, Jersey und der Schweiz vorgelegt wurden, wurde Bagudu nicht festgenommen, Jersey und der Schweiz wurde Bagudu nach seiner Rückkehr nach Nigeria nie verhört.
2014 kündigte das US-Justizministerium die Rückführung der von Sani Abacha und seinen Mitverschwörern gestohlenen 480 Millionen Dollar an. In ihrer Klage behauptete die US-Regierung, dass Sani Abacha, sein Sohn Mohammed Sani Abacha, ihr Partner Abubakar Atiku Bagudu und andere „Milliarden von Dollar von der nigerianischen Regierung und anderen veruntreut, unterschlagen und erpresst und dann ihre kriminellen Erlöse über US-Finanzinstitute und den Kauf von durch die Vereinigten Staaten gedeckten Anleihen gewaschen haben“. Im Februar 2020 schloss die US. Regierung ein trilaterales Abkommen mit Nigeria und Jersey, um über 300 Millionen Dollar an zusätzlichem Geld, das Bagudu während des Abacha-Regimes gestohlen hatte, zu repatriieren. Die USA kündigten an, dass sie weiterhin die Einziehung von über 177 Millionen Dollar an zusätzlich gewaschenen Geldern anstreben, die in Trusts gehalten werden, die Bagudu und seine Verwandten als Begünstigte nennen. Bagudu ist als Gouverneur immun gegen Strafverfolgung.
Bagudu war einer der Nigerianer, die durch die Pandora Papers 2021 als Versteck für schmutziges Geld in Offshore-Firmen enttarnt wurden.